# Pedro Pascual Uhagón Olea
Pedro Pascual Uhagón Olea (Bilbao, 13 de julio de 1786-ibídem, 26 de febrero de 1840) fue una personalidad vizcaína que se dedicó a la política. 

## Biografía

### Orígenes familiares
Fueron sus padres Guillermo Uhagón Larrea, natural de Hasparren (Francia) y María Rita Olea Larracoechea. Miembro de una acaudalada familia proveniente de Francia, su padre se había afincado en Bilbao en 1759, en donde fundó una casa de comercio. Estaba casado (1-11-1809) con Florencia de Aréchaga y Mezcorta. Su hermano Guillermo fue regidor del Ayuntamiento de Bilbao y diputado foral; asimismo figura entre los accionistas del ferrocarril de Madrid a Irún por Bilbao. Su hermana María Cayetana se casó con el brigadier Antonio María Barreiro. Su hermano Manuel Antonio tras abandonar su carrera militar participó como voluntario en la guerra de liberación de Grecia, en donde trabó amistad con Lord Byron. Su hijo Pedro Pascual siguió sus pasos políticos: fue diputado en Cortes en varias ocasiones y en 1841 participó como secretario en la Junta que dirigió el alzamiento fuerista de Vizcaya.

### Actividad económica
En 1814, tras el fallecimiento de su padre, creó junto con su madre y sus dos hermanos, Guillermo y Francisco, una sociedad en comandita denominada Uhagón hermanos con una duración de cuatro años. Su capital inicial eran 2.200.000 reales, pertenecientes un millón a su madre y el resto a partes iguales entre sus tres hijos. Tras disolver la razón comercial establecida con sus hermanos, creó una nueva en unión de su hijo mayor Pedro Pascual Dionisio. Su conocimiento del francés y sus relaciones en dicho país le facilitaron los contactos económicos con los banqueros parisinos. Entre ellos con Ternaux, Delessert y Amedèe Jauge, futuro financiero del pretendiente carlista. El 22 de junio de 1816, el Gobierno español le dio permiso para que ocupase interinamente la plaza de agente comercial de Prusia en Bilbao, puesto del que había dimitido Pedro de Olabarría, representación que mantuvo hasta el año 1821 en que dimitió para atender a sus negocios. Ese mismo año (28-11-1816) se aprobaba también su nombramiento de vicecónsul de Holanda en Bilbao, dependiente del consulado en Santander, a pesar de la oposición de las instituciones forales de Vizcaya. El responsable de dicho consulado era su tío Jean Planté, casado con una hermana de su madre.

### Trienio Liberal
Participó activamente en la política liberal de Bilbao durante el Trienio Liberal, siendo elegido subteniente de la Milicia Nacional y regidor del Ayuntamiento. En las elecciones de diputados del año 1821 fue elegido uno de los electores parroquiales del distrito de Bilbao. Al producirse la restauración absolutista, figuraba entre las personas vigiladas por la policía fernandina incluso en sus desplazamientos al extranjero.

### Persecución y rehabilitación durante la Década Ominosa
A mediados de 1824 realizó un viaje a Francia e Inglaterra, por razones comerciales, del que regresó a fines de año. Los realistas de Vizcaya no le perdonaban su destacado papel político durante el período constitucional, por lo que fue objeto de diversas amenazas en agosto de 1825. En 1830 fue nombrado prior del Tribunal de Comercio de Bilbao, nombramiento que fue contestado por las autoridades forales. En vista de ello el Consejo de Castilla expidió una real provisión (18-10-1831) por la que se le declaraba, junto con sus hermanos Guillermo, Francisco y Manuel, aptos para ser “admitidos inmediatamente sin escusa ni pretexto alguno, al goce y disfrute de los empleos de república”. En las Juntas de 1833 la anteiglesia de Getxo le propuso para el puesto de diputado general del Señorío, resultando elegido en primer lugar junto con Fernando Zavala, futuro cabecilla carlista, para el bienio 1833-1835. Permaneció en dicho cargo durante parte de la guerra carlista, por la imposibilidad de renovar las instituciones.

### Fuerista moderado durante la Primera Guerra Carlista
Al conocerse el fallecimiento de Fernando VII, trató de evitar la sublevación carlista en la villa de Bilbao; y tras su fracaso se vio obligado a esconderse. Su cuñado Cándido de Aréchaga fue asesinado, en los primeros momentos de tumulto, narrado en el Informe evacuado por D. Pedro Pascual de Uhagón sobre los crímenes cometidos en el aciago alzamiento de 3 de octubre de 1833 (Bilbao, Hijos de R. Martín y Cortázar, 1871). Posteriormente permaneció en prisión hasta que pudo escaparse cuando iba a ser liberado por la intervención del cónsul francés en Bilbao. El 28 de noviembre de 1833 asumió nuevamente su responsabilidad como diputado. Al proclamarse el Estatuto Real parecía que su puesta en marcha iba a acabar con el sistema foral, y este hecho, la continuación de la guerra y los graves compromisos económicos de la Diputación obligada proveer de suministros a las tropas de la reina, le obligaron a salir de Bilbao para realizar una cura de reposo. Su ausencia a las sesiones va desde el 7 de julio de 1834 hasta el 14 de febrero de 1835. Durante el asedio de Bilbao de 1835, Uhagón fue uno de los firmantes de una carta dirigida a Luis Felipe de Orleans, rey de Francia, a fin de salvaguardar la villa de los horrores de la guerra colocándola bajo el pabellón de Francia. Finalizado el asedio se alejó nuevamente de Bilbao. Desde su puesto de diputado general fue uno de los hombres claves en el rechazo del Estatuto Real, por considerarlo contrario al fuero. Fue uno de los puntales fundamentales de las resistencias a la abolición de los fueros durante toda la guerra y especialmente durante el período en que ocupó el cargo de diputado general. Desde el inicio de la guerra carlista es claro su alineamiento con el sector moderado. Durante la guerra pasó largas temporadas en Francia. En el verano de 1838 representó a Vizcaya en la Junta creada por Vicente González Arnao para dirigir la empresa de “Paz y Fueros”, cuya ejecución corría a cargo de José Antonio Muñagorri. La necesidad de atender a sus negocios le obligó a abandonar dicho encargo a los pocos meses.

### Fallecimiento
Aunque su principal biógrafo, el marqués de Laurencín (Los Uhagón, Señores de Hoditegui, Madrid, Establecimiento tipográfico de Fortanet, 1908), señala que falleció en febrero de 1839, hay datos para pensar que dicho evento se produjo posteriormente: entre otros testimonios, el de figurar entre los socios fundadores de la Sociedad Bilbaína el 15 de octubre de 1839. En 1839 resultó elegido por Vizcaya (jura el 10-9-1839). No intervino en ninguna ocasión.